# Golpe de Estado en Siria de 1951
El golpe de Estado sirio de 1951 fue el cuarto golpe de Estado en Siria tras la independencia. El golpe fue dirigido por el oficial militar Adib Shishakli, que obligó a dimitir al gobierno existente, encabezado por el presidente Hashim al-Atassi y el primer ministro Maarouf al-Dawalibi.

## Contexto político
Tras el golpe de Estado de diciembre de 1949, Adib Shishakli ejerció un poder significativo en la gobernanza del país. El Partido Popular, el partido más grande después de las elecciones parlamentarias de 1949, no pudo gobernar debido a la presión militar. En 1950, el país experimentó inestabilidad política debido a las coaliciones gubernamentales débiles. El presidente Hashim al-Atassi encargó a Nazim al-Kudsi, líder del Partido Popular, la formación de un gobierno en contra de los deseos de los militares. Atassi logró establecer con éxito esta coalición para gobernar. Durante el mandato de este gobierno, se firmó un acuerdo de cooperación conjunta con el Reino de Irak, que el primer ministro calificó como "un primer paso hacia una unión federal con Irak".

## El golpe
Shishakli, quien recibió apoyo de Arabia Saudita, se disgustó con este acuerdo. El 29 de noviembre de 1951, Shishakli ordenó el arresto del primer ministro Maarouf al-Dawalibi debido a su negativa a nombrar a Fawzi Selu, confidente de Shishakli, como secretario de defensa. Otros funcionarios del gobierno anunciaron entonces su renuncia. Después de negociaciones fallidas para compartir el poder, el presidente Hashim al-Atassi también renunció y regresó a Homs. Tras la renuncia, el Consejo de Comando de las Fuerzas Armadas sirias anunció su asunción del poder, disolvió el Parlamento sirio y nombró a Fawzi Selu con todos los poderes ejecutivos y legislativos.

## Consecuencias
Tras el golpe de Estado de 1951, Adib Shishakli se enfocó en consolidar su poder. Esto incluyó promulgar la Constitución siria de 1953 y organizar las elecciones presidenciales de 1953, estableciendo con éxito un régimen de partido único durante aproximadamente dos años. Según un activista sirio, "Los sirios ya no se preocupan por el ejército o quién gobierna el país. Ahora solo les importa el regreso de la estabilidad que faltaba antes".
En 1953, Akram al-Hawrani se convirtió en una amenaza creciente para el régimen de Adib Shishakli, a medida que su influencia política y popularidad aumentaban en Siria, incluso aspirando a la presidencia. Como consecuencia, Shishakli destituyó a muchos oficiales leales a Hawrani y se negó a establecer un gobierno socialista, como Hawrani había esperado. Entonces, Hawrani huyó al Líbano, donde fusionó su Movimiento Socialista Árabe con el Partido Baaz. Al año siguiente, Hawrani apoyó el golpe de Estado de 1954 contra Shishakli.